# Simḥa bar Šemu’el
Simḥa bar Šemu’el auch: Simcha bar Samuel, (hebräisch שִׂמְחָה בַּר שְׁמוּאֵל Simḥa bar Šemu'el) (geb. im 12. Jahrhundert; gest. um 1230) war ein jüdischer Gelehrter, dessen Familie aus Speyer kam.

## Wirken
Er war ein Schüler von Abraham ben Samuel he-Ḥasid.
In seinem wissenschaftlichen Wirken beschäftigte er sich mit der Halacha aber auch weit darüber hinaus. Seine Werke sind nicht insgesamt überliefert, sondern nur durch Zitate in anderen Werken und damit bruchstückhaft, zudem überwiegend nur über nicht edierte Handschriften zugänglich. Zu seinen Werken zählten Seder ‘Olam, sein Hauptwerk, und Tiqqune Šetarot. Weiter können ihm vier Pijjutim sicher zugewiesen werden. Eines davon widmet sich den Opfern der Frankfurter „Judenschlacht“, einem Pogrom im Mai 1241 in Frankfurt am Main – was aber nicht zutreffen kann, wenn der vermutete Todeszeitpunkt um 1230 angenommen wird.
Bekannt ist er auch als einer der Unterzeichner der Taqqanot Qehillot Šum, einer gemeinsamen Rechtssammlung der SchUM-Städte, der jüdischen Gemeinden von Speyer, Worms und Mainz. Für die Versammlung der Gemeinden in Mainz 1220 und der zweiten Versammlung 1223 war er einer der Vertreter der Gemeinde Speyer und führte die dreiköpfige Delegation an, zu der auch Nathan bar Šim’on gehörte. Beide zusammen waren auch Mitglieder des rabbinischen Gerichts in Speyer.

## Familie und wissenschaftliches Netzwerk
Simḥa bar Šemu’el entstammte einer bedeutenden Gelehrtenfamilie und war dadurch verwandtschaftlich einschlägig, prominent und europaweit vernetzt. Er war
- ein Neffe des Qalonymus ben Me’ir, Banker von Kaiser Friedrich I. (Barbarossa)[14],
- ein Vetter des David von Münzenberg[15], der ebenfalls an den beiden Versammlungen von 1220 und 1223 teilnahm,
- Schüler von Jehuda ben Qalonymus von Speyer[16],
- des Yitsḥaq ben Ašer ha-Lewi ha-Baḥur[17],
- des Moše ben Šelomo ha-Kohen[18] und
- des Avraham ben Šemu’el he Ḥasid[19]

Zu seinen Schülern zählten:
- Avigdor Kohen ben Elija[20],
- Yitsḥaq ben Moše Or Zaru'a von Wien[21],
- Jesaja ben Mali (Isaiah die Trani)[22] und
- Šemu’el ben Avraham ha-Lewi.[23]

Darüber hinaus war er mit Korrespondenzpartnern in ganz Europa vernetzt. Responsen sind von ihm erhalten und einige Briefpartner bekannt. Dazu zählten:
- Barukh bar Šemu’el,
- Elieser ben Joel HaLevi,
- Jehuda ben Samuel, genannt Yehuda he-Ḥassid[24], und
- David von Münzenberg.

## Persönliches
Persönliches ist von ihm nur wenig bekannt. In fortgeschrittenem Alter erblindete er. Sein Todesjahr ist nicht bekannt. Er muss nach der Versammlung von 1223, an der er teilnahm, verstorben sein. Die unterschiedlichen Einschätzungen zu seinem Todesjahr reichen bis 1240.